# Ignacio Mesina
Ignacio Antonio Mesina Silva (Santiago, Chile, 16 de enero de 2001) es un futbolista profesional chileno que juega como defensa en Santiago City de la Segunda División Profesional de Chile.

## Trayectoria
Ignacio realizó su formación como cadete en Palestino. Fue precisamente en el elenco árabe, donde ha realizado toda su carrera futbolística, debutando en Primera División el 2 de diciembre de 2020, completando noventa minutos en el empate 1-1 ante Deportes Antofagasta. Durante su primera temporada en el profesionalismo, el "Chino" Mesina jugó 776 minutos en 12 partidos.
A fines de 2022, abandonó el cuadro árabe tras 10 años en el club. En diciembre del mismo año, fue confirmado como refuerzo de Coquimbo Unido para la temporada 2023.

## Estadísticas
| Club                   | Div.       | Temporada  | Liga  | Liga  | Copas nacionales | Copas nacionales | Torneos internacionales | Torneos internacionales | Total | Total |
| Club                   | Div.       | Temporada  | Part. | Goles | Part.            | Goles            | Part.                   | Goles                   | Part. | Goles |
| ---------------------- | ---------- | ---------- | ----- | ----- | ---------------- | ---------------- | ----------------------- | ----------------------- | ----- | ----- |
| Palestino · Chile      | 1.ª        | 2020       | 12    | 0     | —                | —                | —                       | —                       | 12    | 0     |
| Palestino · Chile      | 1.ª        | 2021       | 6     | 0     | —                | —                | 4                       | 0                       | 10    | 0     |
| Palestino · Chile      | 1.ª        | 2022       | 1     | 0     | —                | —                | —                       | —                       | 1     | 0     |
| Palestino · Chile      | Total club | Total club | 19    | 0     | 0                | 0                | 4                       | 0                       | 23    | 0     |
| Coquimbo Unido · Chile | 1.ª        | 2023       | 5     | 0     | 1                | 0                | —                       | —                       | 6     | 0     |
| Coquimbo Unido · Chile | 1.ª        | 2024       | 0     | 0     | 1                | 1                | —                       | —                       | 1     | 1     |
| Coquimbo Unido · Chile | Total club | Total club | 5     | 0     | 2                | 1                | 0                       | 0                       | 7     | 1     |
| Total club             | Total club | Total club | 24    | 0     | 2                | 1                | 4                       | 0                       | 30    | 1     |
| 1. 2.                  |            |            |       |       |                  |                  |                         |                         |       |       |